# 日本—韩国关系
日韩关系（日语：／）或韩日关系（：／）是指韩国与日本的双边关系。1951年10月，日韩双方在美国的积极调解下，开始了邦交正常化的预备性会谈。但由于双方对日占时期历史问题分歧过大，日韩双方在经历了13年8个月的谈判后，才于1965年6月22日最终签署《韩日基本关系条约》，建立外交关系。

## 歷史

### 古代
日本与朝鲜半岛的最早的接触被认为可以追溯到公元前3世纪，据记载当时有人从百济、新罗、伽耶移民到日本的九州地区。同时，佛教也是从朝鲜半岛的新罗传入日本的，因為當時百濟南部及新羅即現時韓國境內。
1592年，日本入侵朝鲜，萬曆朝鮮戰爭爆发，最終得明朝援助而擊退日軍，至1894年，現代化後的日本在甲午战争後势力开始向朝鲜半岛急剧扩张。1904年，日本与大韩帝国签订第一个保护国条约。 1910年8月22日，《日韩合并条约》签订，朝鲜半岛被日本吞并。
1945年8月15日日本无条件投降，日本对朝鲜半岛35年的统治结束。8月21日苏联红军占领平壤并建立了苏联军事政府，8月25日美军登陆仁川。9月8日美国远东军司令部在朝鲜半岛南部成立驻朝鲜美国陆军司令部军政厅（USAMGIK）。

### 《旧金山和约》
1945年8月，日本无条件投降后，韩国和日本都处在美国的占领之下。韩日之间就急需解决的问题需通过美国占领当局来协调处理。对于日本在韩国的遗留财产，美国发布军政法令宣布禁止转移或处理公有部分，并将私有部分划归为美军政当局所有。大韩民国政府成立后，美军政府根据1948年9月11日签订的《关于韩美财政及财产的协定》，将没收的日本财产转交给了新成立的韩国政府。1945年8月27日，驻日盟军最高统帅设定了“关于日本人捕鱼和捕鲸作业的成文区域”，即“麦克阿瑟线”，以保护水产资源和限制日本的渔业活动。但是，日本的渔船经常越线到韩国海域捕鱼。1947年2月，韩国开始扣留越线的日本渔船并将其转交釜山美军政机关处理。大韩民国成立后，韩国对越线日本渔船态度更加强硬，甚至发生过炮击事件。:276:154
随着冷战格局在亚洲的形成，美国迅速从压制日本的政策转变为扶植其成为美国的重要盟友。在制定《对日媾和条约》时，韩国对有关领土和撤销“麦克阿瑟线”，以及日本在韩财产等问题向美国提出了强烈不满。但美国对韩国的交涉反应冷淡。《旧金山和约》模糊了独岛（竹岛）的主权归属。此后，日韩两国对独岛的主权问题争论不休。对于日本对其在韩财产及其财产请求权问题的处理，《旧金山和约》也没做明确的规定，而是要双方协商解决。在韩日邦交正常化的谈判过程中，日本为此提出了将韩国对日请求权与韩国取得的在韩日本财产相互抵消的“抵消論”，使韩国在谈判中处于不利地位。美国出于对冷战的考虑，将日本确定为其在亚洲政策的核心目标，从而在姌和条约中偏袒日本，限制韩国的要求，使韩日纠纷失去了一次重要的解决机会。:277-278

### 韩日邦交正常化
为实现以日本为中心的亚洲冷战布局，美国积极调解韩日这两个亚洲盟国的关系。1951年10月，韩日双方在美国的敦促下，开始了邦交正常化的预备性会谈。但前五轮的会谈进展缓慢:278:62:155-156。1954年鸠山一郎出任日本首相后，日本政府允许在日朝鲜人建立亲朝鲜的旅日朝鲜人总联合会并允许在日朝鲜人前往朝鲜定居，导致日韩关系进一步跌入谷底。1959年，日本将7.5万余名韩侨遣返给朝鲜，而不是韩国:168。1961年朴正熙上台后，韩国政治文化发生了很大的变化，在对日问题上也采取了更为务实的态度。1961年10月20日，在第六轮会谈上，首席代表被换成了经济界人士，双方都希望通过经济合作来解决分歧。11月，朴正熙在访问美国途中与时任日本首相池田勇人就财产请求权举行了两次会谈。1962年10月和11月，金钟泌两次访问日本，与日本大平正芳外相就财产请求权问题达成初步协议。日本通过向韩国提供无偿、有偿的经济合作资金解决财产请求权问题。双方还同意以12海里基线取代“李承晚线”。不过，韩日两国对战争补偿款项的名称问题上严重分歧。韩方希望使用“索赔权”一词，而日方坚持“经济合作资金”一词。在第六轮谈判中，韩日两国国内的反对声音高涨。迫于压力，第六轮韩日会谈被迫中断。1963年底，朴正熙通过竞选当选韩国总统后，其政权的合法性得到了加强。1964年11月，佐藤荣作上台。双方在邦交正常化上表现出更加积极和务实的态度。1964年12月，双方举行了第七次会谈。1965年2月，时任日本外相椎名应韩国外务部长李东元的邀请访问韩国，双方草签了《韩日基本关系条约》。美国对这一重大进展非常满意，时任美国总统林登·约翰逊为此对朴正熙大为赞扬:278-279。
1965年6月22日，韩日双方在经历13年零8个月的谈判后，在日本首相官邸举行《韩日基本关系条约》、《关于旅日朝鲜侨民法律地位和待遇的协定》、《日韩渔业协定》、《日韩关于解决对日财产请求权和经济合作的协定》、《日韩关于文物及 合作的协定》等文件的簽署儀式。:1722005年1月17日，韩国公开了韩日会谈记录等外交文件。在第六轮会谈时，韩方为包括930,081名幸存者、77,603名死难者家属、25,000名伤者的总计1,032,684名被征用者，向日方提出了总计3.64亿美元的补偿款。补偿额度为幸存者每人200美元，死者家属1,650美元，伤者2,000美元。双方最终商定，日本提供3亿美元无偿援助、2亿美元有偿援助，以及3亿美元商业贷款，“一次性解决”受害者索赔问题。韩国政府放弃“索赔权”，接受“经济合作”。不过，朴正熙政府并没有将赔偿金发放给受害者，而是用来发展经济，无偿资金主要被投向农、林、渔和原材料部门，贷款则被用于建设钢铁、公路等基础设施项目上。1975—1977年，朴正熙当局只是根据《对日民间索赔补偿法》等相关法律，在有限的范围内发放了少量的补偿金。:172

### 日韩建交后关系
1965年，日韩建交后，两国关系得到了很大的发展。20世纪70年代，由于韓國中央情報部在東京執行的金大中绑架事件和韩裔日本人文世光赴韓刺杀朴正熙未遂事件使两国关系走入低谷。后经美国的调解和双方努力，两国关系得到了恢复。:276
1982年，中曾根康弘出任日本首相后，韩日关系开始升温。1983年1月1日，中曾根康弘应韓國總統全斗焕的邀请访问韩国。这是日本首相首次出访韩国。日本向韩国提供了40亿美元的贷款，帮助韩国解决20世纪70年代末经济危机所带来的困难。1984年，全斗焕对日本进行了回访。这也是韩国总统对日本的首次访问，使韩日关系发展进入一个新的阶段。:194:232
金泳三执政时期（1993—1998），韩日关系得到进一步的发展，两国间的矛盾和障碍有所化解，日本政要在“道歉问题”上有了一定的突破。1992年，时任日本首相宫泽喜一访韩时承认日军在二战期间曾征召慰安妇，表示对“被征召的朝鲜妇女经受的难以用笔墨和言词形容的痛苦表示由衷的歉意并进行反省”。1993年，细川护熙访韩时首次表示日韩合并为“殖民统治”，对朝鲜半岛人民所经历的“各种各样的令人难以忍受的痛苦和悲伤”，他想以“加害人的身份从内心进行反省并深表歉意”。村山富市执政时，他对日本在韩国的殖民统治 “表示由衷的歉意和深刻的反省”。韩日历史矛盾的化解使两国关系提高到了一个新的高度。金泳三政府提出“新的韩国与新的日本要手挽手，真正地建立一个面向未来、面向世界的互补性的伙伴关系”。:211:232
金大中执政时期（1998—2003），韩日关系进入了蜜月期。1998年，时任日本首相小渊惠三提出“20世纪发生的事情，要在20世纪内解决”的政见，并邀请金大中访日。同年10月，金大中在访日期间与日本签署了建立面向二十一世纪新型伙伴关系的《韩日伙伴关系共同宣言》。日本首次以联合宣言的形式向韩国就历史问题表示“痛切的反省和道歉”。:218韩国同意在五年内分三个阶段解禁对日本文化产品的进口。韩日两国还签订了新的《韩日渔业协定》，双边关系得到提升:460-461。2002年，韩日两国联合举办了世界杯足球赛:218。
卢武铉执政时期（2003—2008），兩國首腦曾進行互訪。但由于日本历史教科书问题、小泉纯一郎参拜靖国神社、殖民统治时期受害者赔偿问题，又使得两国关系迅速转冷到几乎是自70年代以来的低点。日本谋求成为联合国安理会常任理事国进一步加剧了双方的矛盾。:276:224-225

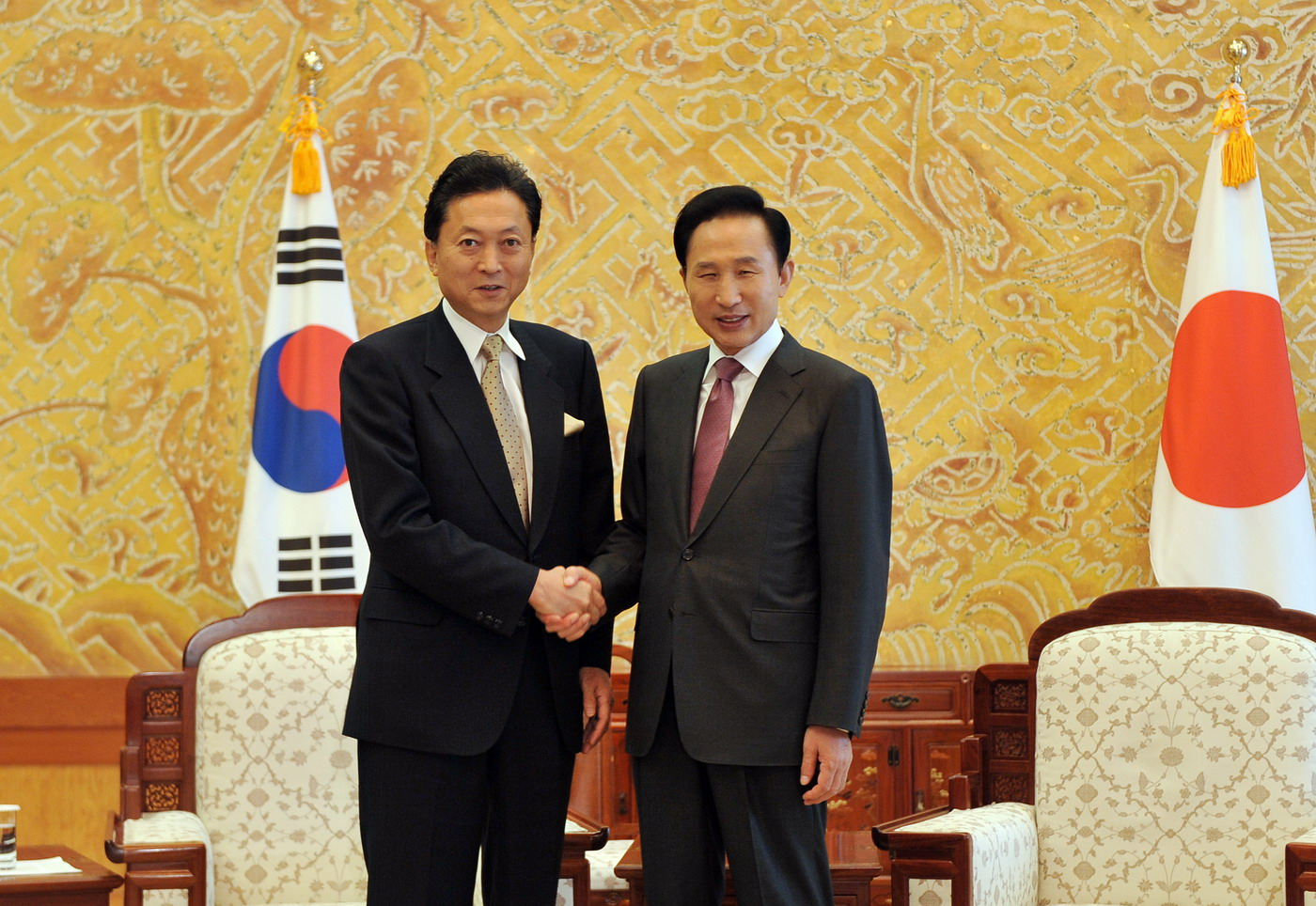
日本首相鸠山友纪夫（左）与韩国总统李明博（右）在2009年10月9日會面。

李明博执政时期（2008—2013），韩日关系得到支持。2008年2月，时任日本首相福田康夫在出席李明博就职典礼时，双方表示重启首脑定期会晤机制。2008年4月，在李明博访日期间，双方确定开创“更加成熟的伙伴关系”新时代。:2812011年8月，李明博在国内压力下，首次向日本提出慰安妇历史遗留问题。但在李明博12月份访日期间，日本对此没有做出具体答复。:298-2992012年8月10日，时任韩国总统李明博在韩国光复节纪念日前夕登上独岛，成為首個登島的韩國總統，引发新一轮的日韩领土之争。2013年2月22日，日本岛根县举行“竹岛日”纪念活动，使韩日关系变得更为紧张。朴槿惠执政时期强调历史认识对双方建立面向未来的合作关系至关重要:313。2015年12月28日，两国就“慰安妇”问题达成协议。不过，此协议因没能将日本强征慰安妇定性为战争罪行而遭到韩国慰安妇组织和媒体的批评。

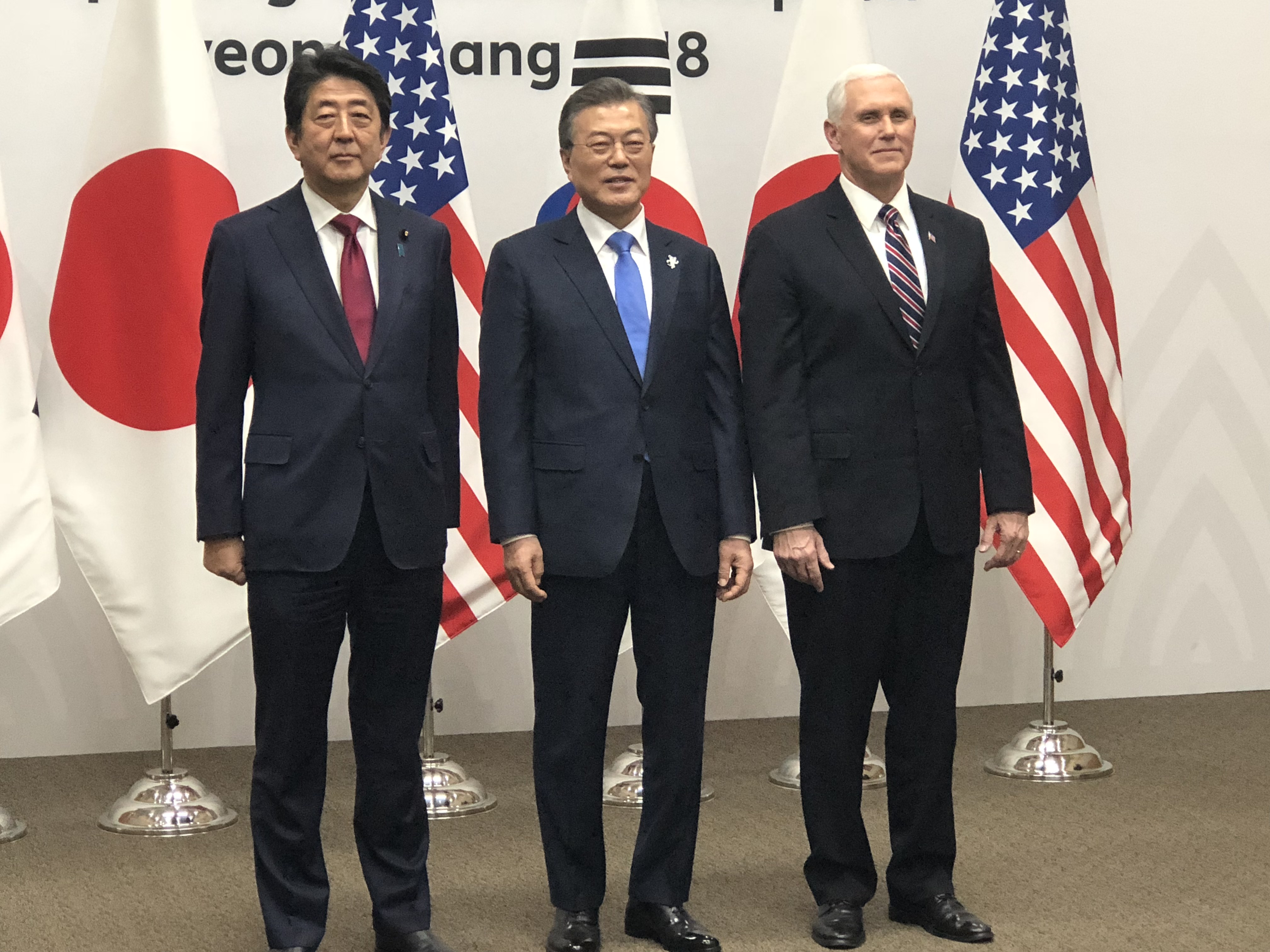
日本首相安倍晉三2018年2月代表日本出席平昌冬奧會的開幕禮，與韓國總統文在寅和美國副總統麥克·彭斯會面。

2017年9月，新任韩国总统文在寅在海參崴與安倍見面時表達了改善日韓關係的意願，提出「穩定管控」歷史的未決問題。但2018年下半年起，日韩关系因韩国大法院判决两起日本企业赔偿二战强征的韩国劳工、韩国政府解散和解与治愈基金会迫使《韩日慰安妇协议》实质性冻结、韓國海軍及日本海上自衛隊間火控雷达争端逐渐恶化。韩国国会议长文喜相甚至要求日本天皇就慰安妇道歉，招致日本强烈抗议。2019年度爆發2019年日韓貿易戰，同年日本的外交蓝皮书亦指出日韩关系“面临非常严峻的状况”。2019年8月22日，韩国青瓦台22日表示，韩国决定作废韩日《军事情报保护协定》（GSOMIA）。2019年9月27日，日本2019年版《防卫白皮书》將韩国的排序从2018版中第二降至第四。韓國的《2020国防白皮书》則将對日本的描述從夥伴降為邻国。
2022年7月18日下午，韩国外长朴振訪問日本，这是韩国外长时隔4年7个月以来首次专程访日。 2022年8月15日，即韓國光復節當日，新上任韓國總統尹錫悅在致辭時表示願意改善與日本之關係，指兩國面對“世界公民面對的共同威脅”，被指是針對來自中國和俄羅斯的世界影響力，以及朝鮮核問題與人權狀況、台海局勢和俄羅斯對烏克蘭之全面入侵。2023年3月6日，尹锡悦政府公布了二战时期日本强征劳工受害者赔偿问题解决方案，被告日本企业不参与赔偿，而是由韩国行政安全部下属的财团代替被告日本企业向受害者支付赔偿金。3月16日，韩国总统尹锡悦抵達日本訪問。这是韩国总统时隔约4年访日。日韩宣布关系恢复正常。日本决定解除向韩国出口半导体材料的限制措施；韩国将撤回向世界贸易组织提出对日本的相关投诉。3月21日，韩国完全恢复《韩日军事情报保护协定》。4月17日，中斷5年的韩日安全政策协商会议在首尔重啟。10月29日，美国约翰·肯尼迪图书馆基金会為表彰尹锡悦和岸田文雄改善日韓關係而向兩人颁发“肯尼迪勇气奖”（Profile in Courage Award）。

## 经贸关系
韩日建交后，双边贸易得到迅猛发展。1966年，韩日贸易额达到3.6亿美元，首次超过了韩美贸易额（3.49亿美元）。1979年，双边贸易额突破了100亿美元。:2812013年，日本为韩国第二大进口国和第三大出口国。韩国为日本第六大进口国和第三大出口国。
2019年，受到文在寅執政時期韓日關係惡化影響，韓日之間爆發貿易戰。2019年7月1日，日本經濟產業省宣布，日本将限制对韩国出口3种关键半导体材料，限制項目為氟聚酰亚胺、光刻胶、高纯度氟化氢三樣材料，此為製造3C電子產品過程中的消耗性原料，日本意圖對韓國科技業造成部分打擊。2019年8月2日，日本内阁会议通过相关法案的修订，决定将韩国剔除出贸易优惠白名单，相关修订案将于8月7日正式公布，并于8月28日起正式实施。